# Пёт (река)
Пёт — река в России, протекает по Рязанской области. Устье реки находится в 353 км от устья Оки по правому берегу. Длина реки составляет 110 км, площадь водосборного бассейна — 1070 км².
Берёт начало от слияния Пятши и реки Писарево (Ольхи). Высота истока — 137 м над уровнем моря. Высота устья — 79,6 м над уровнем моря. Уклон реки — 0,52 м/км.

## Данные водного реестра
По данным государственного водного реестра России относится к Окскому бассейновому округу, водохозяйственный участок реки — Ока от водомерного поста у села Копоново до впадения реки Мокша, речной подбассейн реки — бассейны притоков Оки до впадения Мокши. Речной бассейн реки — Ока.
Код объекта в государственном водном реестре — 09010102312110000026726.

### Притоки
(указано расстояние от устья)
Объекты по порядку от устья к истоку ( км от устья: ← левый приток | → правый приток | — объект на реке ):
- → река без названия, у д. Беседки.
- ← река Петраковка.
- ← река Шатор.
- ← 58 км: река Петас.
- ← 76 км: река без названия, у с. Мокрая Хохловка.
- → 84 км: река Сенка.
- → Нагайка[2]
- ← Пятша
- → Писарево